# Sunrise at Campobello

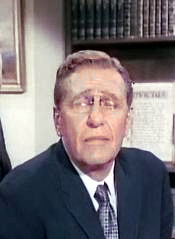
Ralph Bellamy

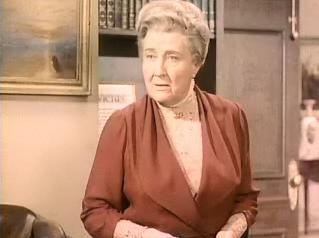
Ann Shoemaker

Sunrise at Campobello és una pel·lícula estatunidenca dirigida per Vincent J. Donehue, estrenada el 1960. És la biografia d'Eleanor i Franklin Delano Roosevelt.

## Argument

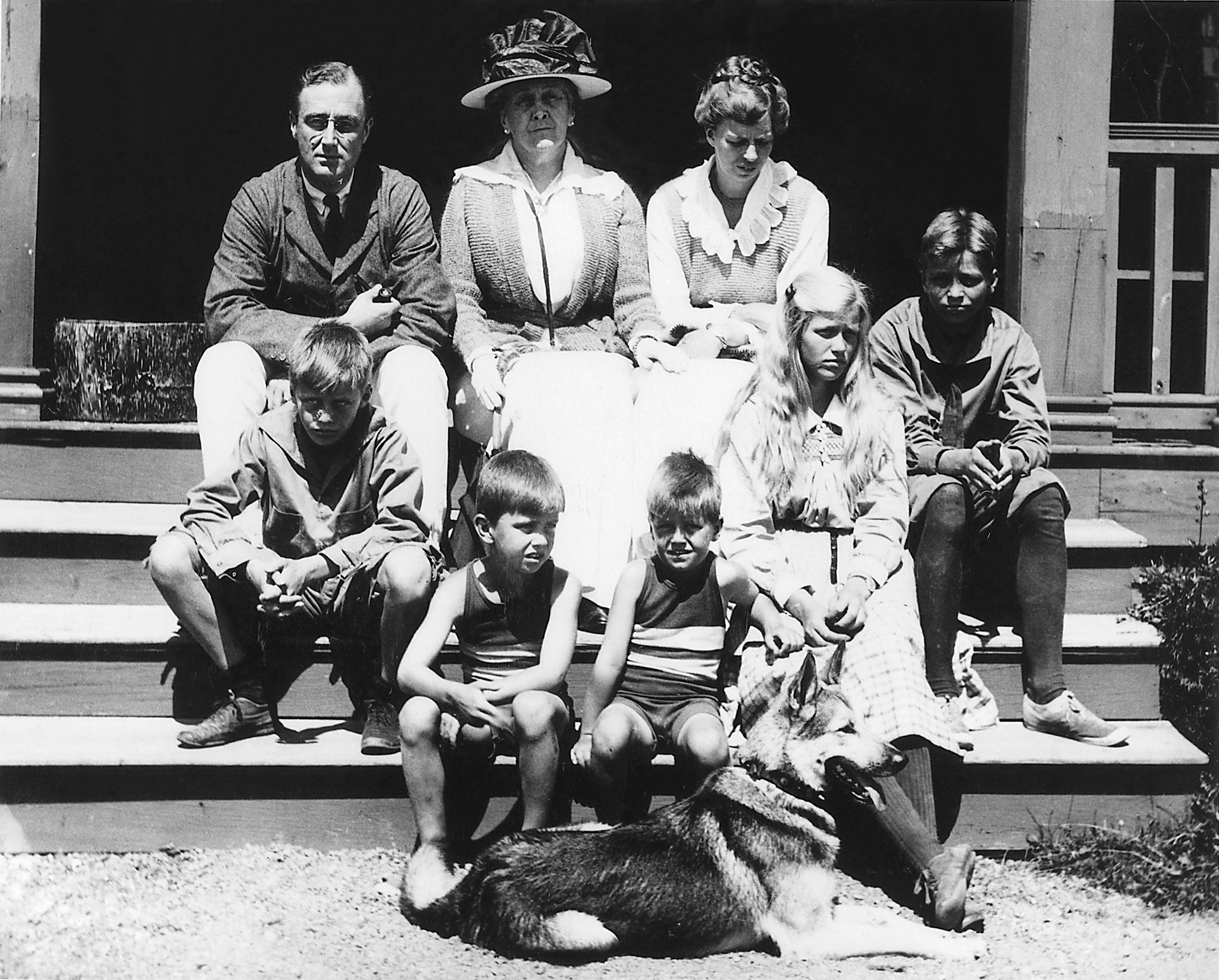
La família Roosevelt a Campobello (1920)

La pel·lícula comença al la casa familiar d'estiu dels Roosevelt a l'illa de Campobello, Nova Brunswick, Canadà (en la frontera amb Maine), a l'estiu de 1921. Franklin D. Roosevelt és descrit en les escenes inicicials com enèrgicament atlètic, gaudint de jocs amb els seus fills i navegant amb la seva barca.
De cop amb febre i després paràlisi. Escenes subsegüents posen focus en el conflicte les setmanes següents entre el malalt, la seva esposa Eleanor, la seva mare Sara Delano Roosevelt, i el seu assessor polític Louis Howe sobre el futur de FDR. Una escena posterior retrata FDR literalment arrossegant-se escales amunt amb determinació, esforçant-se dolorosament per vèncer les seves limitacions físiques i no quedar un invàlid. En la triomfant escena final, FDR és mostrat tornant a vida pública mentre camina cap una convenció de partit, ajudat per crosses i pel seu fill James que l'empeny al pòdium.

## Repartiment
- Ralph Bellamy: Franklin Delano Roosevelt
- Greer Garson: Eleanor Roosevelt
- Hume Cronyn: Louis Howe
- Jean Hagen: Missy Le Hand
- Ann Shoemaker: Sara Delano Roosevelt
- Alan Bunce: Governador Alfred E. Smith
- Tim Considine: James Roosevelt
- Zina Bethune: Anna Roosevelt
- Frank Ferguson: Dr. Bennett
- Pat Close: Elliott Roosevelt
- Robin Warga: Franklin D. Roosevelt Jr.
- Tom Carty: Johnny Roosevelt
- Lyle Talbot: M. Brimmer
- David White: M. Lassiter
- Walter Sande: Capità Skinner

## Premis i nominacions

### Premis
- 1961. Globus d'Or a la millor actriu dramàtica per Greer Garson

### Nominacions
- 1961. Oscar a la millor actriu per Greer Garson
- 1961. Oscar a la millor direcció artística per Edward Carrere, George James Hopkins
- 1961. Oscar al millor vestuari per Marjorie Best
- 1961. Oscar al millor so per George Groves (Warner Bros. SSD)
- 1961. Globus d'Or a la millor pel·lícula dramàtica